# Băiuț
Băiuț (veraltet Băiuța; ungarisch Erzsébetbánya) ist eine Gemeinde im Kreis Maramureș im Norden Siebenbürgens in Rumänien. Besondere Bekanntheit hat der Ort als Bergbausiedlung (Gold-, Silber-, Zink-, Blei- und Kupfererze).

## Geschichte
1315 wurde der Ort Băiuț erstmals urkundlich erwähnt. 1776 wurde hier eine neue Eisengrube eröffnet. Die 1778 in Betrieb genommenen Schmelzöfen sind um 1811 nach Strâmbu-Băiuț verlegt worden.

## Demographie
Bei der Volkszählung von 1930 wurden insgesamt 1065 Einwohner registriert, von welchen 653 Magyaren, 392 Rumänen und 20 Juden.

## Persönlichkeiten
- Ioan Giurgiu Patachi (1682–1727), Bischof von Făgăraș